# 18. Kurentovanje (1978)
Kurentovanje 1978 je bil osemnajsti uradni ptujski karneval, 5. februarja, na pustno nedeljo.
Skupaj sta ga že šesto leto zapored organizirala Folklorno društvo Ptuj in Turistično društvo Ptuj. Zbralo se je čez 40,000 obiskovalcev, z jeklenimi konjički so prihajali iz vseh koncev iz zasedli vsa parkirišča, od Murske Sobote, Nove Gorice pa do Kopra, Hrvaške in ostalih republik. Podatka o tem koliko ljudi se je zbralo sicer ni na voljo, glede na poročanje časopisa Delo pa več desettisoč, kar se sklada z dolgoletnim povprečjem. Sodelovalo je skupno 2,000 udeležencev, od tega 1,200 karnevalskih in 800 etnografskih mask (od tega 100 kurentov).
Največ pikrih je šlo na račun zdravstva, ptujskih strahov, rogozniškega smetišča, na račun samoupravnega razumevanja, arheologije in tudi regulacije plač. Več tisoč ljudi, ki se je zbralo na dopoldanskem etnografskem delu na mestni trnici, pa pohvalilo organizatorje izboljšano ozvočenje glede na prejšnja leta.

## Spored

### Dopoldanski prikaz etnografskih likov na tržnici
Prikaz  se je zgodil ob 10. uri na mestni tržnici (Titov trg):
- 1. Pokači (Markovci, Podlehnik)
- 2. Kopjaši (Markovci)
- 3. Orači (Podlehnik)
- 4. Ples vil s kraljico (Zabovci)
- 5. Pustni plesači (Pobrežje pri Vidmu)
- 6. Šrangarji (Stojnci)
- 7. Orači (Lancova vas)
- 8. Kopanjarice (Markovci)
- 9. Klada (Spodnja Polskava)
- 10. Orači (Markovci)
- 11. Piceki in kokotički (Markovci)
- 12. Maškure (Turčišće pri Čakovcu)
- 13. Rusa, Medved, piceki in drugi pustni liki (Markovci, Leskovec)
- 14. Kukeri (Bolgarija)
- 15. Ploharji (Cirkovci)
- 16. Koranti (Markovci)

### Popoldanski sprevod karnevalskih skupin po mestu
Ob 14. uri po mestnih ulicah:
- Dopoldanskim skupinam so se na etnografskem delu popoldanske karnevalske povorke pridružili še:

– Orači (Gerečja vas)
– Kurenti (Budina, Rogoznica, Spuhlja, Pobrežje pri Vidmu, Turnišče pri Ptuju...)
- V karnevalskih maskah oz. pustnih šemah popoldanske karnevalske povorke pa so nastopale:

– Večje število tovornjakov in drugih vozil delovnih organizacij, krajevnih skupnosti in posameznikov
– Pustne šeme iz ptujskih osnovnih in srednjih šol
– tri maskirane pihalne godbe (Prikupne medicinske setre in strogi dohtarji (Ptujska godba)...itd)
– Koline na kamionu (Podvinci), Rimljan z bojnim vozom, Delegatski naraščaj (Perutnina Ptuj) in ostali...

## Nagrade

### Karnevalske skupine
|            | Nastopajoči              |
| ---------- | ------------------------ |
| 1. nagrada | »Rimljan z bojnim vozom« |

## Trasa

### Mednarodna karnevalska povorka
Peš maske so začele pot po:
- Prešernova (start) – Slovenski trg – Bezjakova (Slomškova) – Srbski trg (UE Ptuj) – Potrčeva – Gregorčičev drevored –
Osojnikova (mimo železniške in avtobusne postaje – Glavna cesta M/3 – Trg svobode (Minoritski trg) – Krempljeva –
 Trg mladinskih delovnih brigad (Mestni trg) – Miklošičeva – Bezjakova (Slomškova)

Potem so vozila nadaljevala pot naprej po:
- Srbski trg (UE Ptuj) – Potrčeva – Ciril Metodov drevored – Osojnikova – Trstenjakova – Titov trg (mestna tržnica) – Miklošičeva –
Trg mladinskih delovnih brigad (Mestni trg) – Krempljeva – Trg svobode (Minoritski trg); končni zaključek povorke